# Крџалијска област
Крџалијска област (буг. Област Кърджали) се налази у јужном делу Бугарске. Ова област заузима површину од 3.209,1 km² и има 163.341 становника. Административни центар Крџалијске области је град Крџали.

## Списак насељених места у Крџалијској области
Градови су подебљани

### Општина Ардино
Ардино,
Аврамово,
Ахрјанско,
Башево,
Бистроглед,
Бјал Извор,
Бајчево,
Богатино,
Голобрад,
Горно Прахово,
Грбиште,
Главник,
Дојранци,
Долно Прахово,
Дјадовци,
Дедино,
Ењовче,
Жалтуша,
Искра,
Китница,
Кројачево,
Латинка,
Лениште,
Љубино,
Левци,
Мак,
Теменуга,
Млечино,
Мусево,
Рибарци,
Падина,
Паспал,
Песнопој,
Правдољуб,
Родопско,
Русалско,
Светулка,
Синчец,
Сполука,
Срнско,
Стар Читак,
Стојаново,
Сухово,
Седларци,
Трносливка,
Трна,
Брезен,
Хромица,
Боровица,
Чернигово,
Чубрика,
Червена Скала,
Јабалковец

### Општина Кирково
Врбен,
Априлци,
Бенковски,
Брзеја,
Брегово,
Врли Дол,
Валчанка,
Горно Капиново,
Горски Извор,
Гривјак,
Горно Кирково,
Дедец,
Делвино,
Џерово,
Добромирци,
Долно Капиново,
Домиште,
Дрангово,
Дружинци,
Дрјанова Глава,
Дјулица,
Еровете,
Завоја,
Загорски,
Здравчец,
Светлен,
Кајалоба,
Кирково,
Китна,
Козлево,
Костурино,
Кран,
Крилатица,
Кукурјак,
Крчовско,
Кремен,
Лозенградци,
Малкоч,
Медевци,
Метличина,
Метличка,
Могиљане,
Маглене,
Нане,
Орлица,
Островец,
Пловка,
Подкова,
Пресека,
Првенци,
Првица,
Растник,
Самодива,
Самокитка,
Секирка,
Средско,
Старејшино,
Старово,
Стоманци,
Стрижба,
Тихомир,
Фотиново,
Хаџијско,
Царино,
Чавка,
Чакаларово,
Чичево,
Чорбаџијско,
Шипок,
Шопци,
Шумнатица,
Јаковица,
Јанино

### Општина Крумовград
Аврен,
Багрилци,
Бараци,
Благун,
Бојник,
Брјаговец,
Бук,
Вранско,
Гољама Чинка,
Гољам Девесиљ,
Гољамо Камењане,
Горна Кула,
Горни Јуруци,
Гривка,
Гулијка,
Гулија,
Девесилица,
Девесилово,
Џанка,
Доборско,
Долна Кула,
Долни Јуруци,
Даждовник,
Егрек,
Едрино,
Званарка,
Зиморница,
Златолист,
Калајџиево,
Каменка,
Кандилка,
Качулка,
Ковил,
Кожухарци,
Котлари,
Красино,
Крумовград,
Каклица,
Лештарка,
Лимец,
Луличка,
Малка Чинка,
Малко Камењане,
Мали Девесил,
Метлика,
Морјанци,
Овчари,
Орешари,
Падало,
Пашинци,
Пелин,
Перуника,
Подрумче
Полковник Жељазово,
Поточарка,
Поточница,
Раличево,
Рибино,
Рогач,
Ручеј,
Самовила,
Сбор,
Синигер,
Скалак,
Сладкодум,
Сливарка,
Стари Чал,
Странџево,
Студен Кладенец,
Срнак,
Тинтјава,
Токачка,
Тополка,
Хисар,
Храстово,
Чал,
Черничево,
Чернооки,
Стражец

### Општина Крџали
Ајрово,
Багра,
Баштино,
Бели Пласт,
Бленика,
Божак,
Бојно,
Болјарци,
Брош,
Бјала Пољана,
Бјалка,
Велешани,
Висока,
Висока Пољана,
Вишеград,
Воловарци,
Врбенци,
Главатарци,
Глухарче,
Гњаздово,
Гољама Бара,
Горна Крепост,
Гасково,
Добриново,
Долиште,
Долна Крепост,
Даждино,
Даждовница,
Дангово,
Енчец,
Жинзифово,
Житарник,
Зајчино,
Звезделина,
Звезден,
Звиница,
Званика,
Званче,
Зелениково,
Зимзелен,
Зорница,
Иванци,
Илиница,
Невестино,
Калинка,
Калојанци,
Каменарци,
Кобиљане,
Кокиче,
Кокошане,
Конево,
Костино,
Крајно Село,
Крин,
Крушевска,
Крушка,
Крџали,
Ћосево,
Лисиците,
Лавово,
Љуљаково,
Мајсторово,
Македонци,
Мартино,
Миладиново,
Мост,
Мургово,
Мадрец,
Ненково,
Опалченско,
Орешница,
Островица,
Охљувец,
Панчево,
Пењово,
Пепелиште,
Перперек,
Петлино,
Повет,
Прилепци,
Пропаст,
Падарци,
Рани Лист,
Резбарци,
Ридово,
Рудина,
Сватбаре,
Севдалина,
Седловина,
Сестринско,
Сипеј,
Скалиште,
Скална Глава,
Скрбино,
Снежинка,
Соколско,
Сокољане,
Солиште,
Срединка,
Старо Мјасто,
Стражевци,
Страхил Војвода,
Стремово,
Стремци,
Татково,
Тополчане,
Три Могили,
Хоџовци,
Царевец,
Чеганци,
Черешица,
Черна Скала,
Черњовци,
Чилик,
Чифлик,
Широко Поље,
Јаребица,
Јастреб

### Општина Момчилград
Ауста,
Багрјанка,
Балабаново,
Каменец,
Бивољане,
Врело,
Горско Дјулево,
Груево,
Гургулица,
Џелепско,
Друмче,
Девинци,
Загорско,
Звездел,
Карамфил,
Конче,
Кос,
Лале,
Летовник,
Манчево,
Момина Салза,
Момчилград,
Нановица,
Неофит Бозвелиево,
Обичник,
Пазарци,
Пијавец,
Плешинци,
Постник,
Птичар,
Прогрес,
Равен,
Ралица,
Садовица,
Свобода,
Седефче,
Седлари,
Синделци,
Соколино,
Сјарци,
Сенце,
Татул,
Чајка,
Кременец,
Чобанка,
Чомаково,
Чуково,
Врхари,
Јунаци

### Општина Черноочене
Бакалите,
Бедрово,
Безводно,
Бели Вир,
Беснурка,
Божурци,
Боровско,
Босилица,
Бостанци,
Брза Река,
Верско,
Водач,
Вождово,
Војново,
Вазел,
Габрово,
Даскалово,
Драганово,
Душка,
Дјадовско,
Железник,
Женда,
Житница,
Јончово,
Каблешково,
Кањак,
Комунига,
Копитник,
Куцово,
Љасково,
Минзухар,
Мурга,
Небеска,
Нови Пазар,
Новоселиште,
Ночево,
Паничково,
Патица,
Петелово,
Прјапорец,
Пчеларово,
Русалина,
Свободиново,
Соколите,
Среднево,
Средска,
Стражница,
Черна Нива,
Черноочене,
Јабалчени,
Јаворово

### Општина Џебел
Албанци,
Брежана,
Великденче,
Воденичарско,
Валкович,
Генерал Гешево,
Џебел,
Добринци,
Душинково,
Желадово,
Жалти Рид,
Жалтика,
Илијско,
Казаците,
Камењане,
Козица,
Контил,
Купците,
Лебед,
Мишевско,
Мрежичко,
Овчево,
Папрат,
Плазиште,
Подврх,
Пољанец,
Поточе,
Припек,
Ридино,
Рогозари,
Рогозче,
Рт,
Рожденско,
Скалина,
Сланчоглед,
Софијци,
Модрен,
Сипец,
Телчарка,
Трновци,
Тјутјунче,
Устрен,
Цвјатово,
Црквица,
Чакалци,
Черешка,
Штерна,
Јамино